# Szövőmadárfélék
A szövőmadárfélék (Ploceidae) a madarak osztályának verébalakúak (Passeriformes) rendjébe tartozó család.17 nem és 119 faj tartozik a családba.

## Rendszerezés
A családba az alábbi nemek és fajok tartoznak:
- Amblyospiza – 1 faj
- Sporopipes – 2 faj
- Plocepasser – 4 faj
- Philetairus 1 faj
- Pseudonigrita (Reichenow, 1903) – 2 faj
- Histurgops – 1 faj
- Bubalornis  – 2 faj
- Dinemellia – 1 faj
- Brachycope (Reichenow,  1900) – 1 faj
  - kurtafarkú szövőmadár (Brachycope anomala)
- Euplectes (Swainson,  1829) – 18 faj
- Quelea – 3 faj
- Pachyphantes
- Foudia (Reichenbach,  1850) – 7 faj
- Nelicurvius
- Ploceus (Cuvier, 1816) – 63 faj
- Textor
- Malimbus (Vieillot,  1805) – 10 faj
- Anaplectes (Reichenbach,  1863) – 1 faj
  - skarlát szövőmadár (Anaplectes rubriceps vagy Anaplectes melanotis)

## Képek

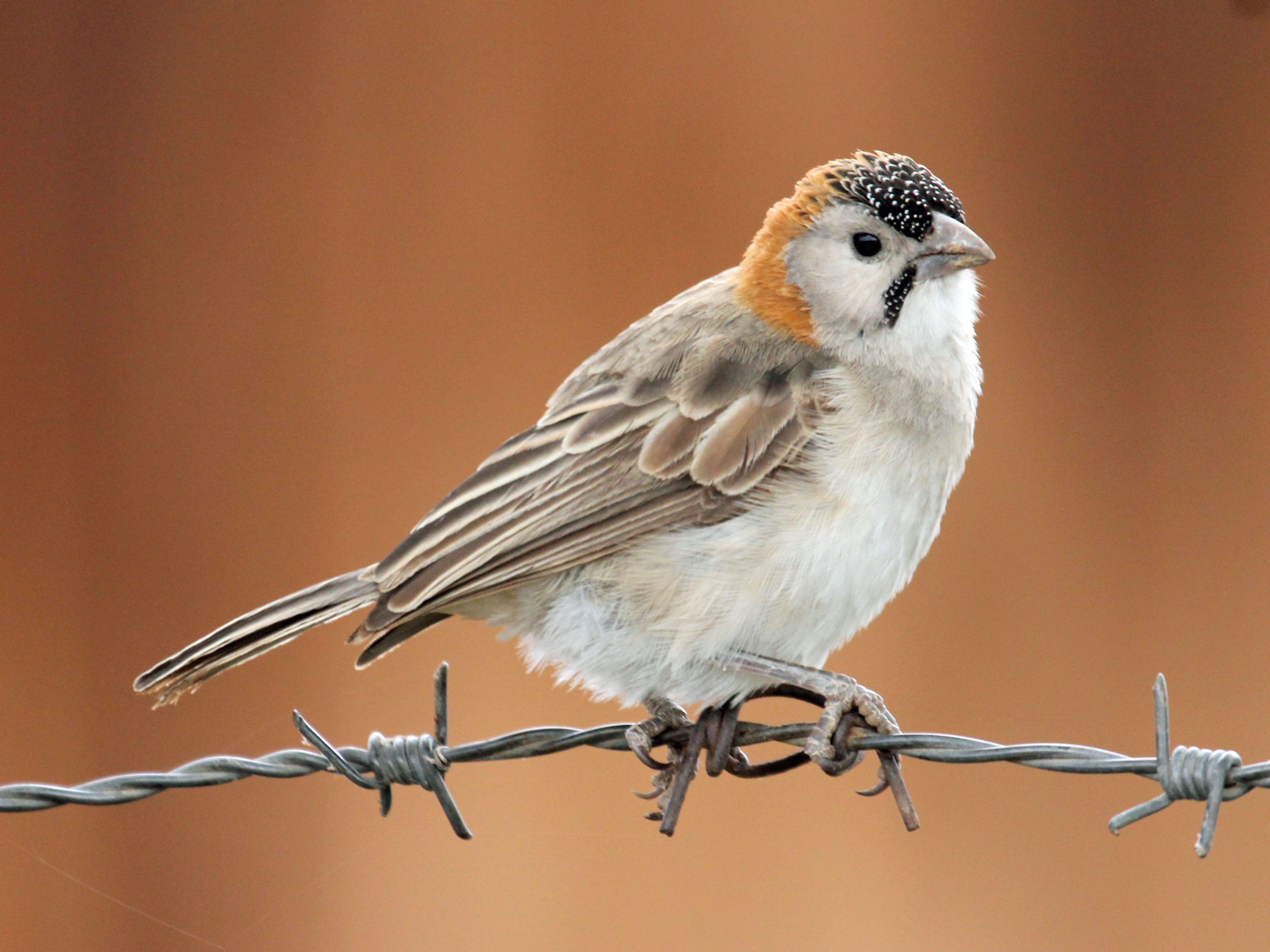
akácia-szövőmadár (Sporopipes frontalis)
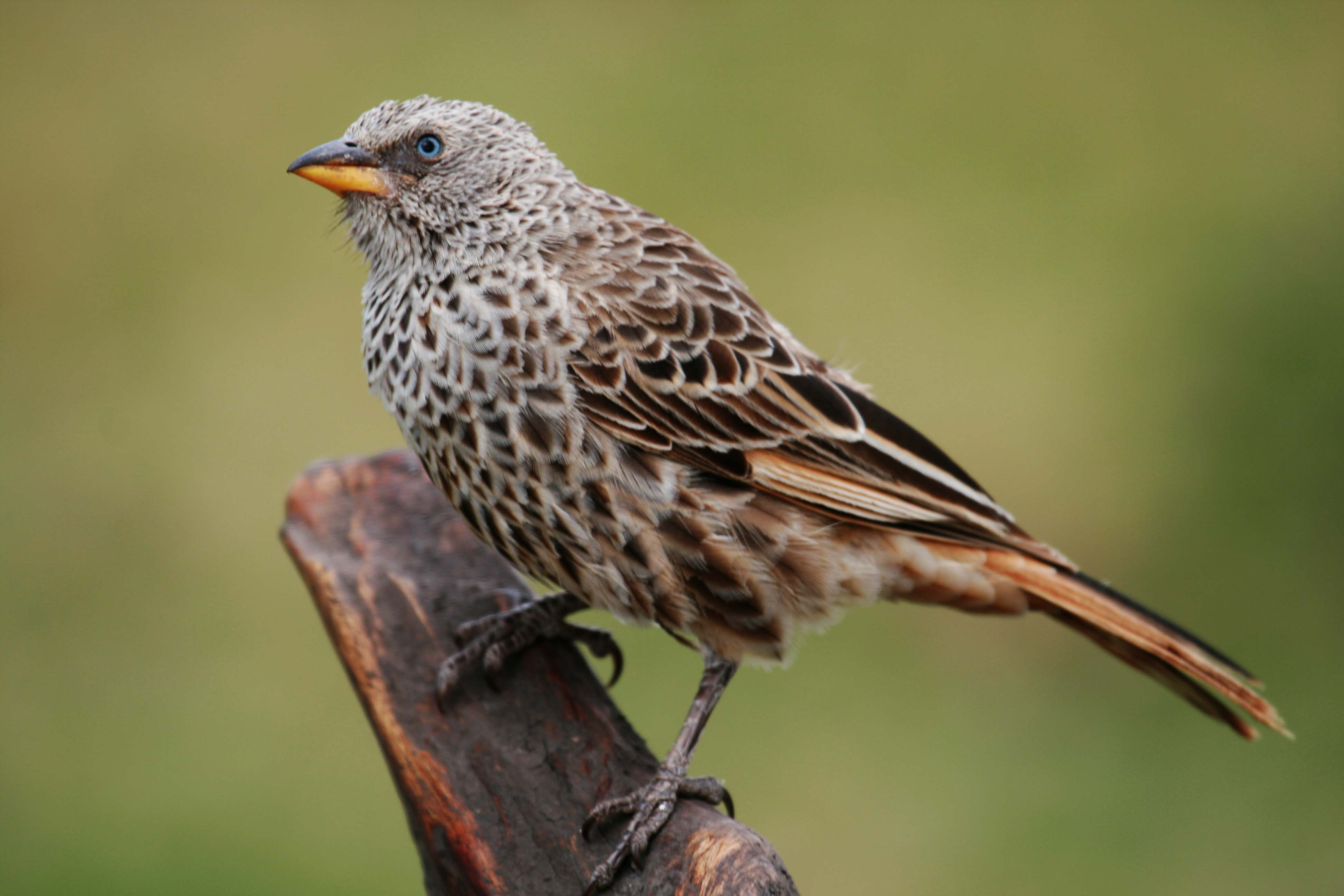
rozsdásfarkú szövőveréb (Histurgops ruficauda)
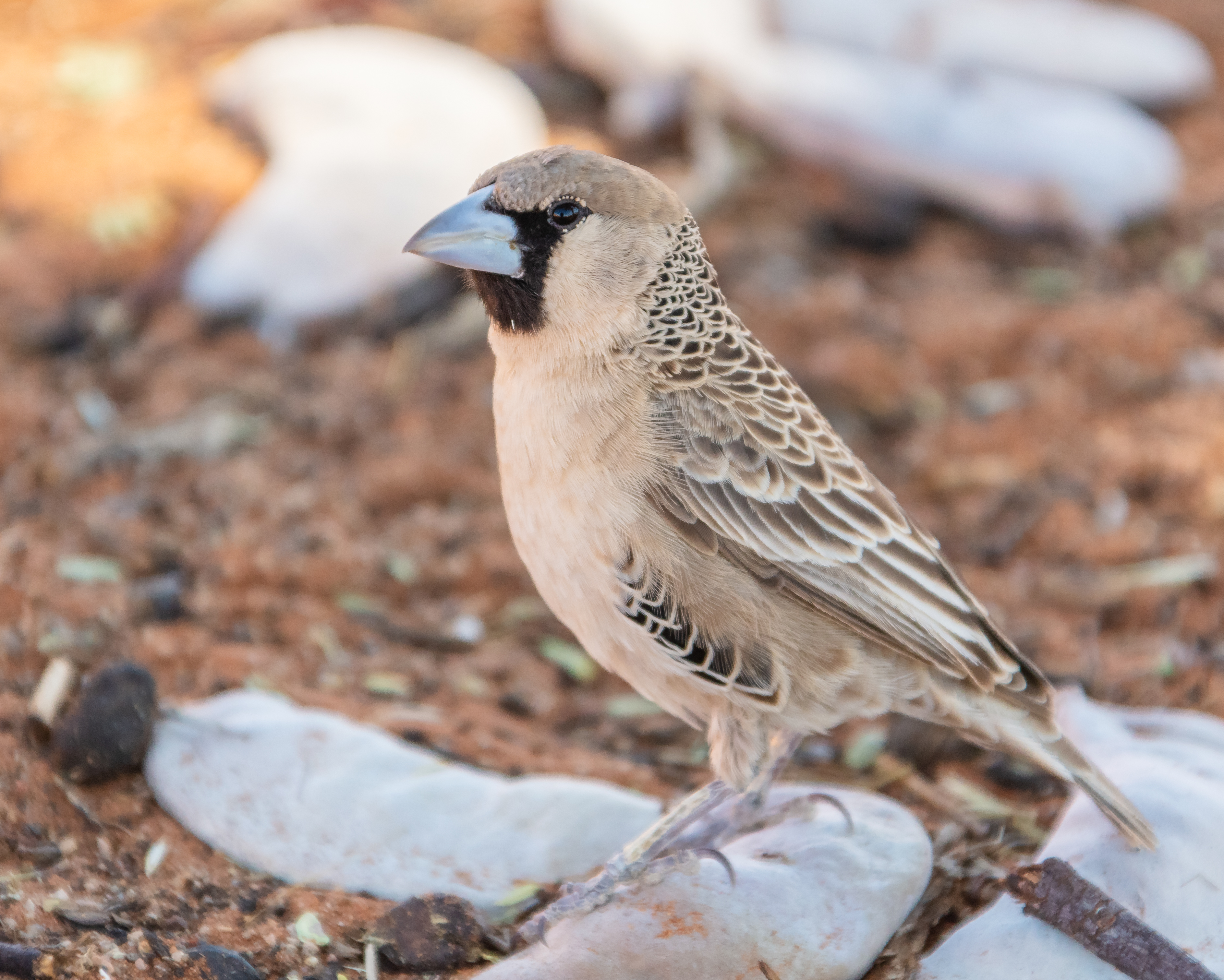
telepes veréb (Philetairus socius)
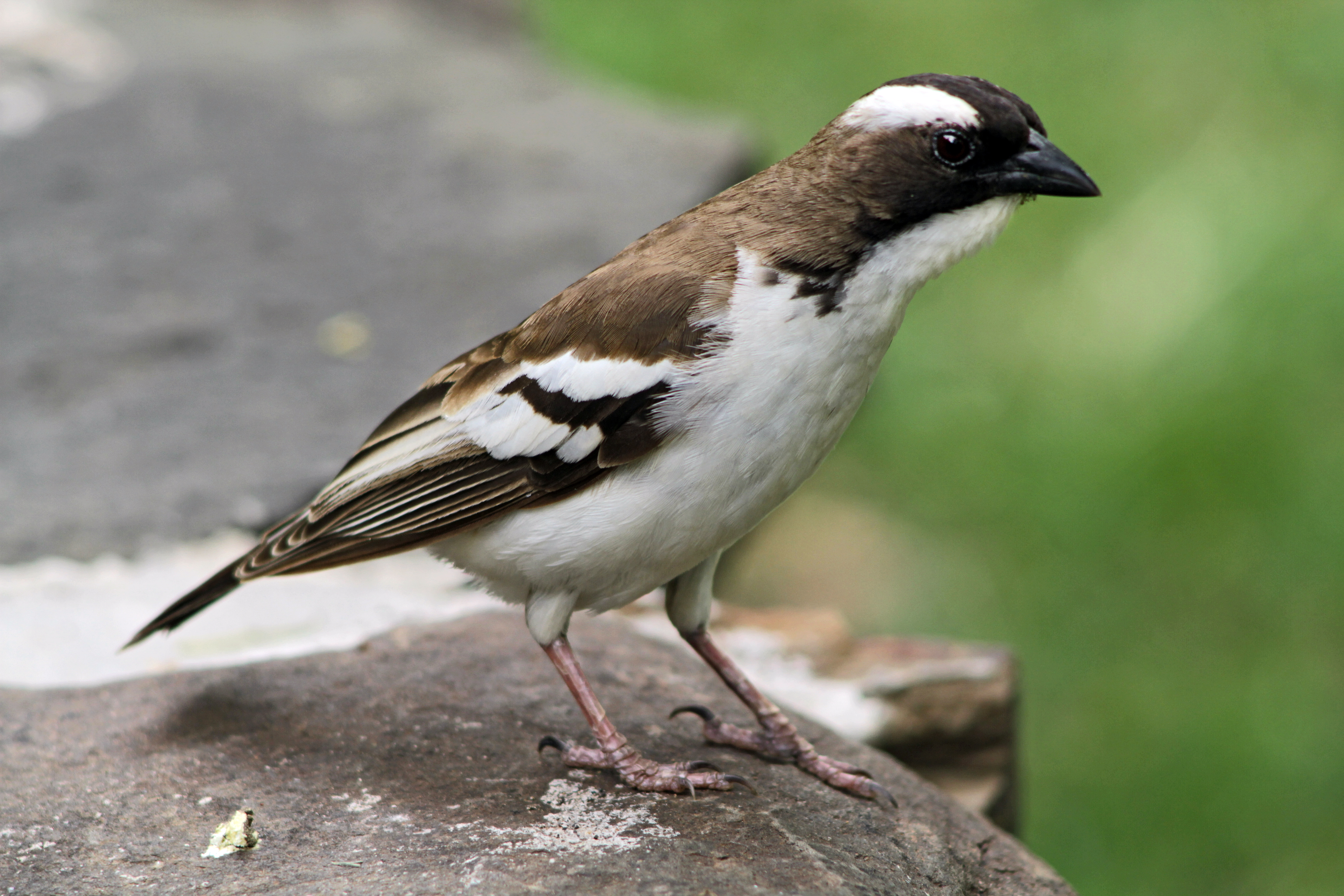
mahali szövőveréb (Plocepasser mahali)
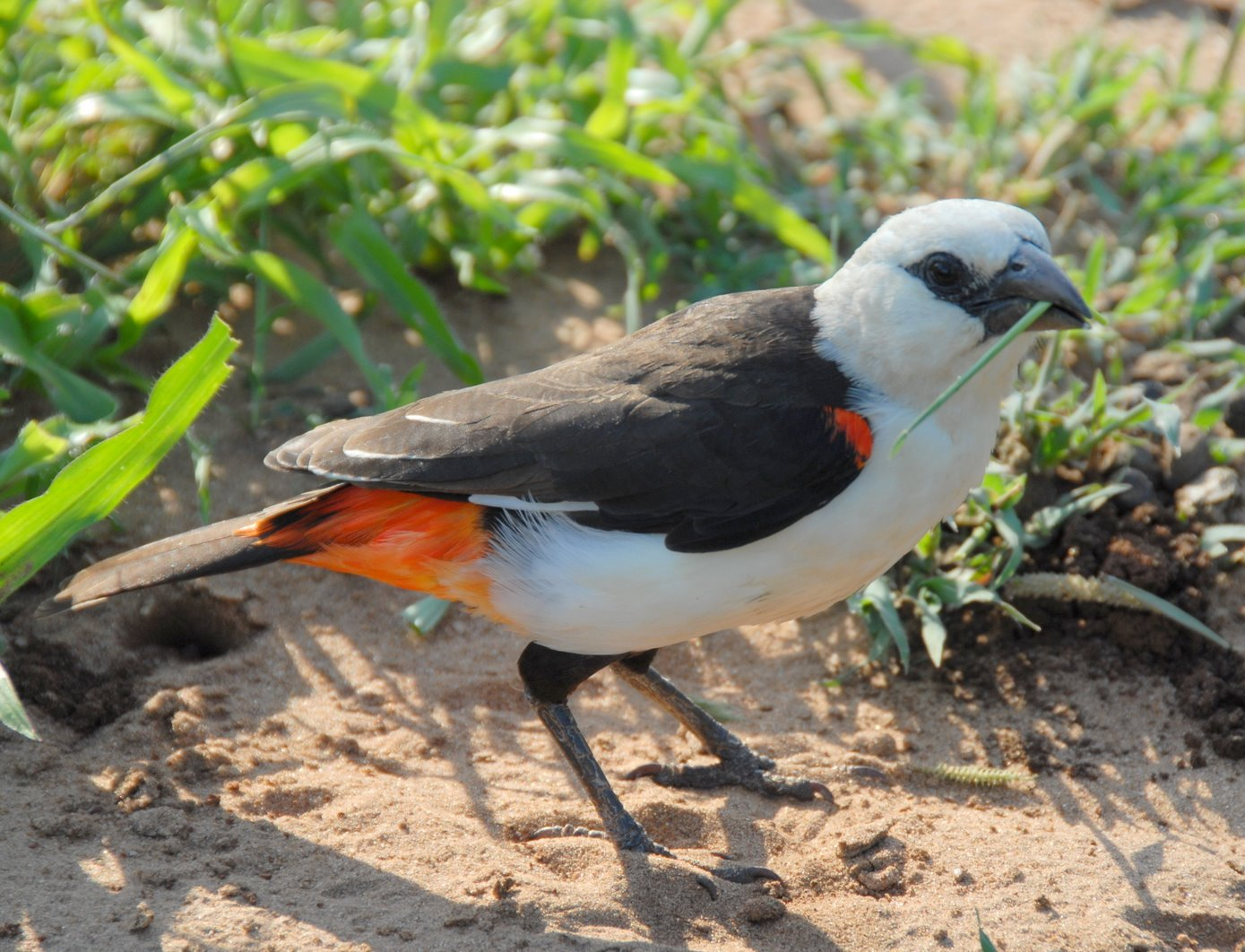
fehérfejű szövőmadár (Dinemellia dinemelli)
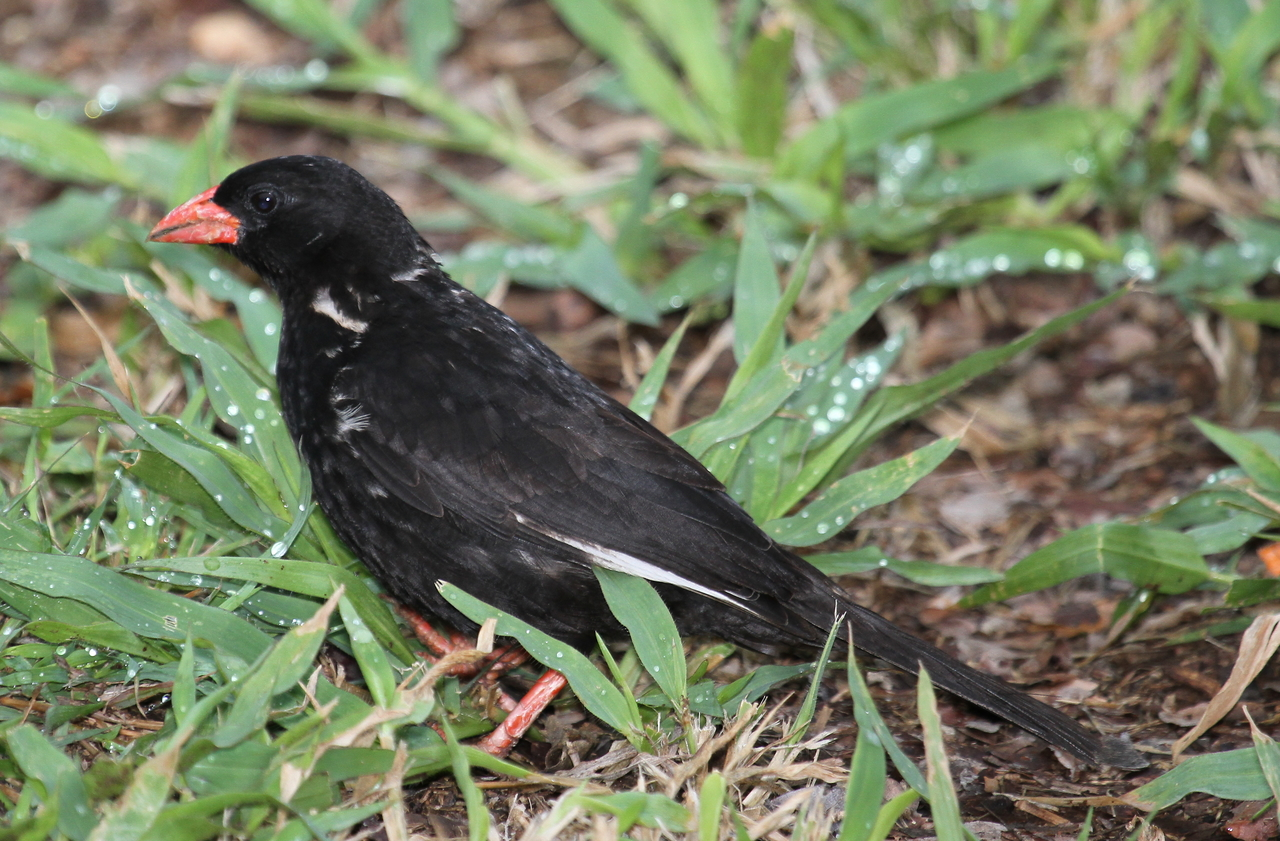
vöröscsőrű bivalymadár (Bubalornis niger)
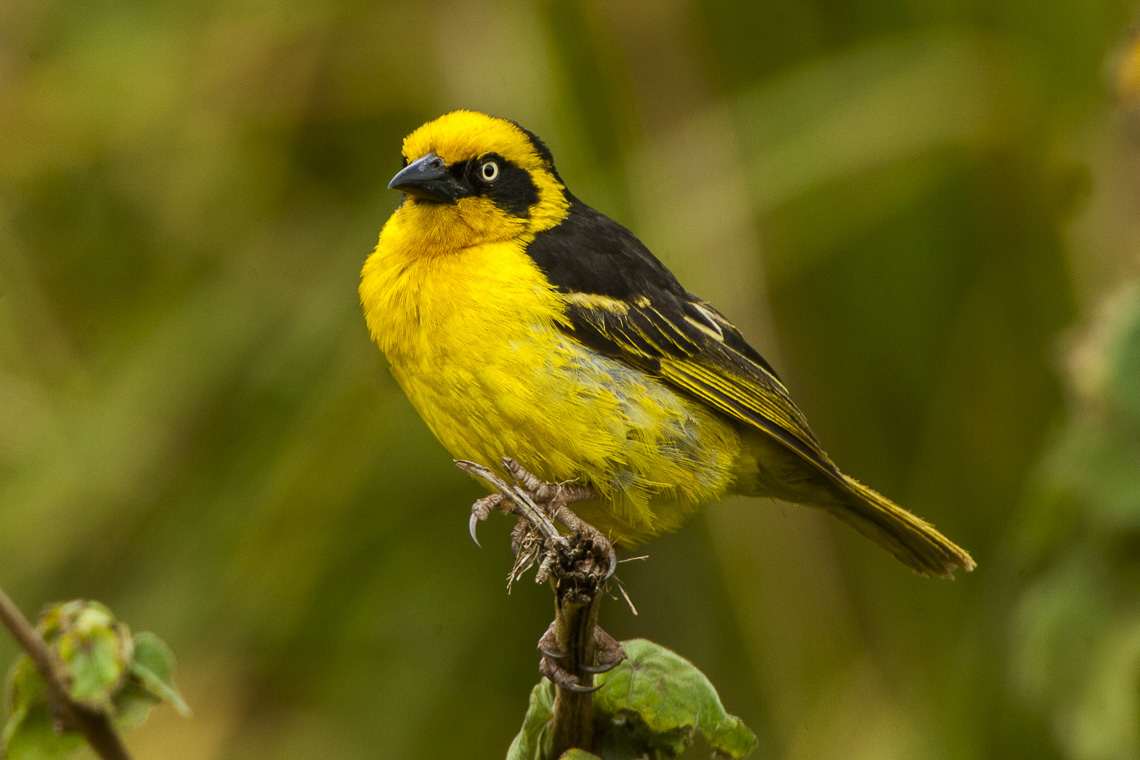
Reichenow-szövőmadár (Ploceus baglafecht)
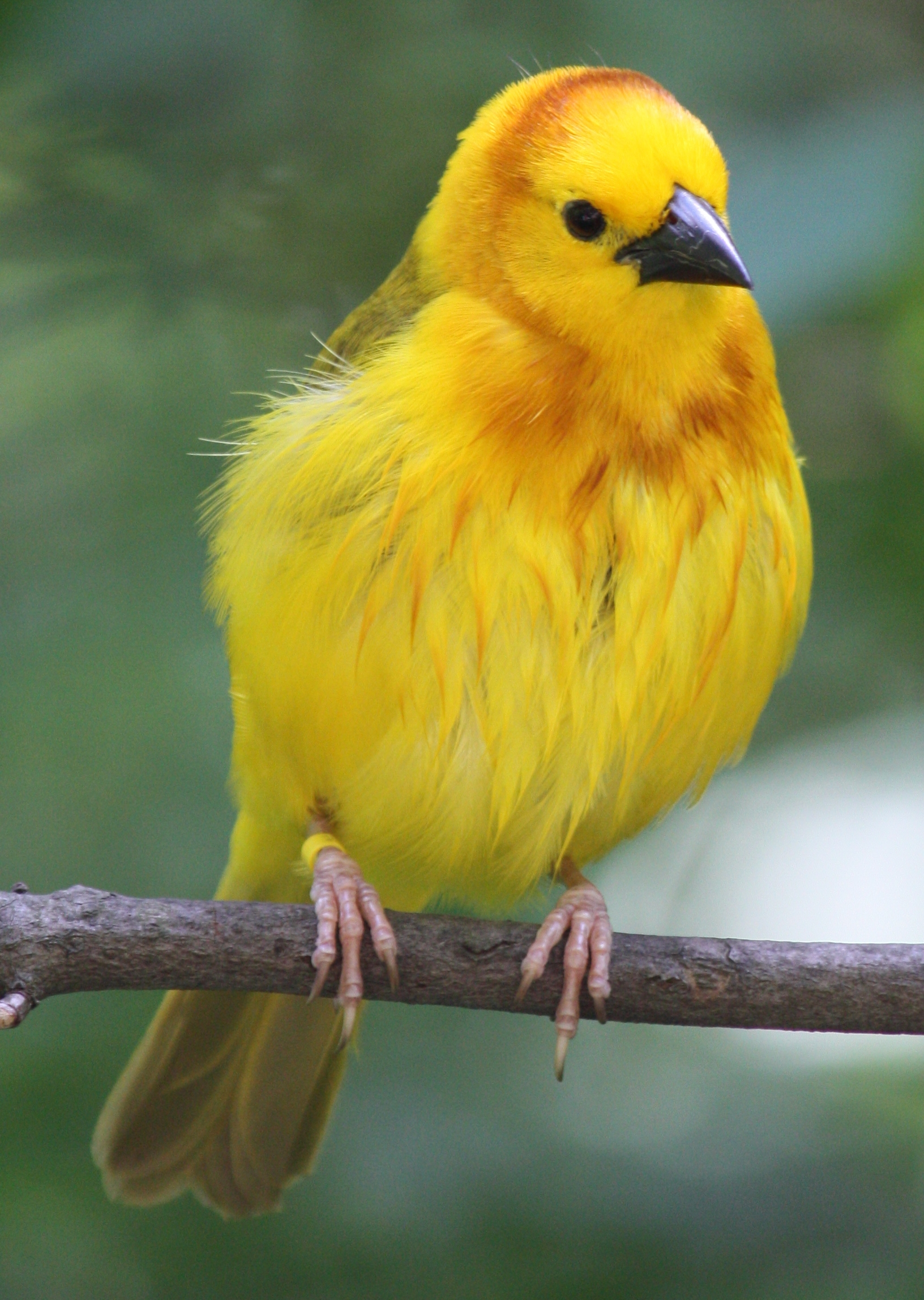
barnás aranyszövő (Ploceus castaneiceps)
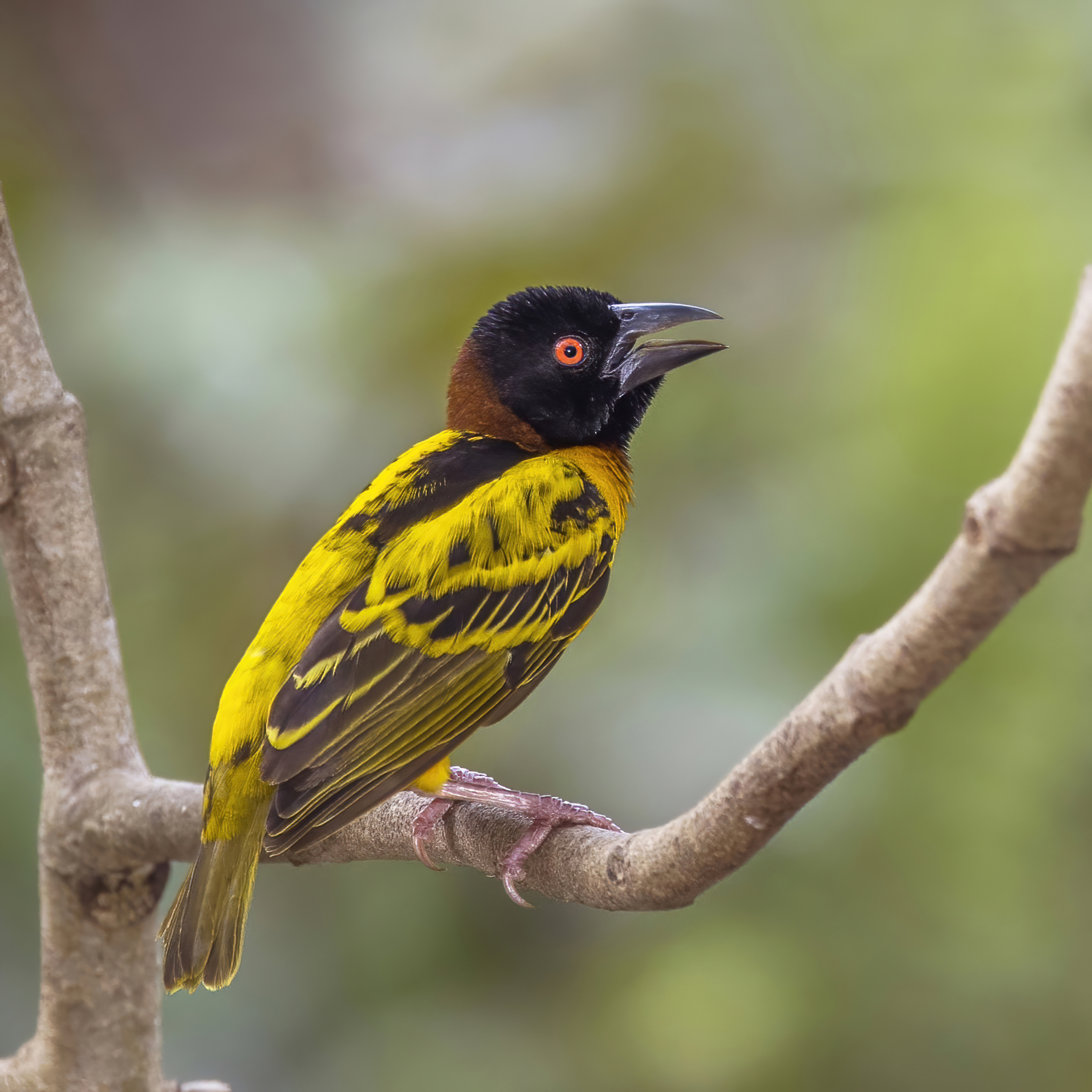
málinkó-szövőmadár (Ploceus cucullatus)
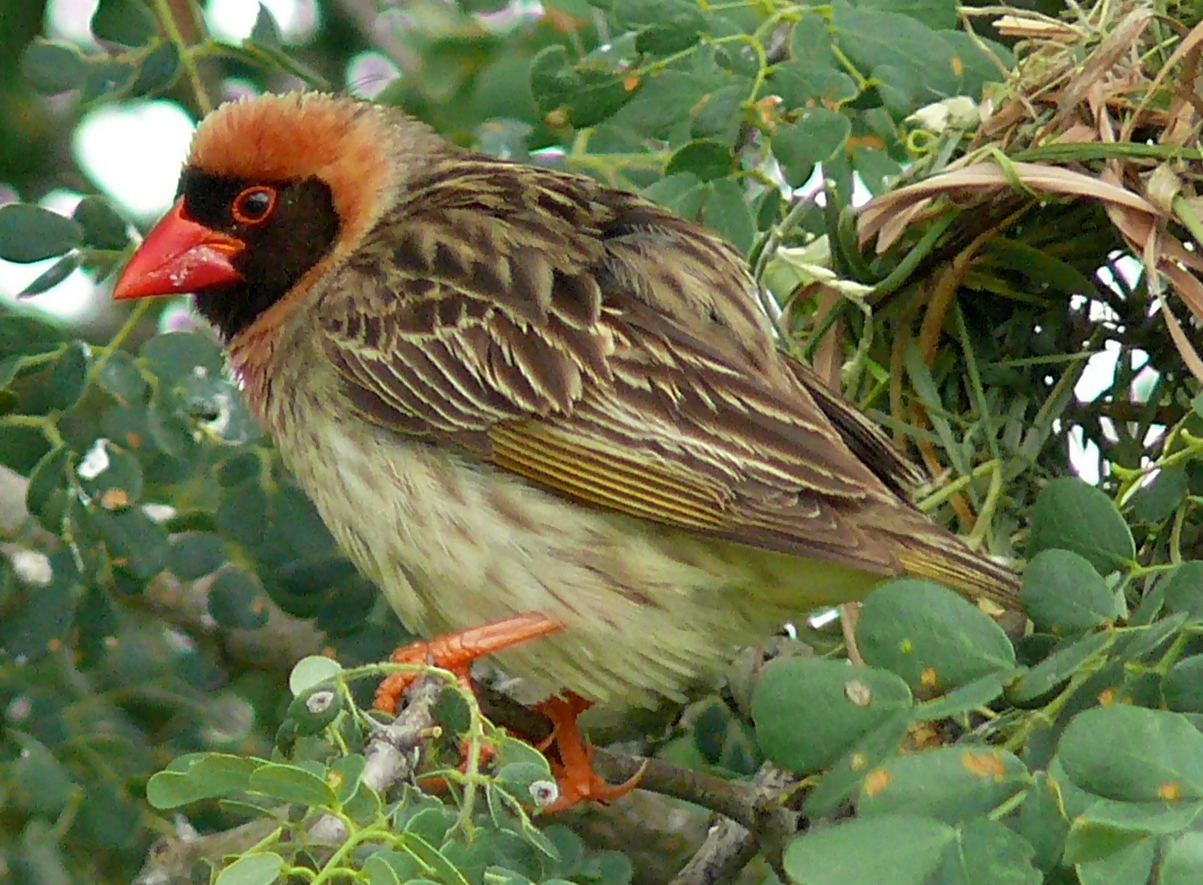
piroscsőrű szövőmadár (Quelea quelea)
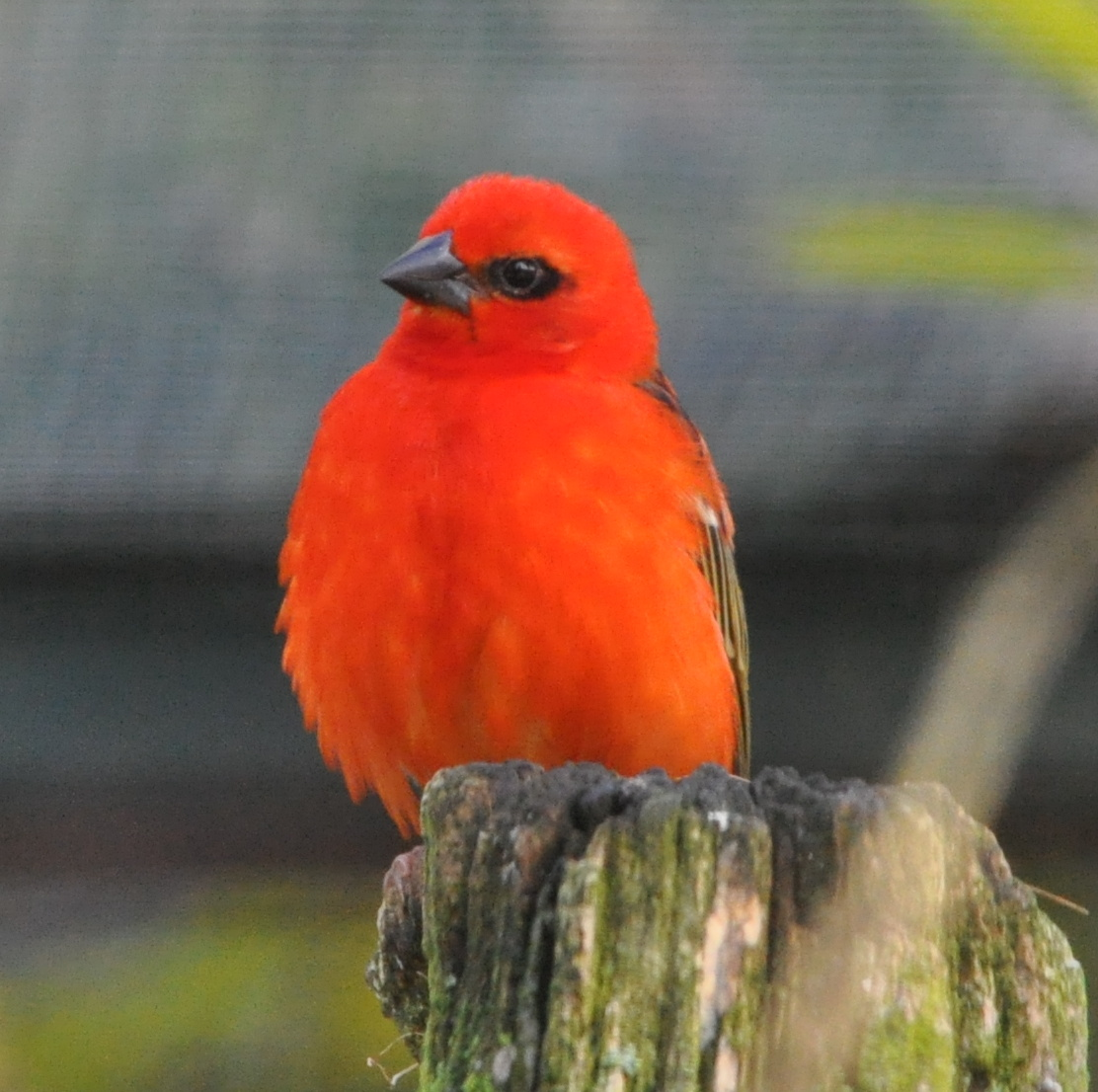
madagaszkári vörös fodi (Foudia madagascariensis)
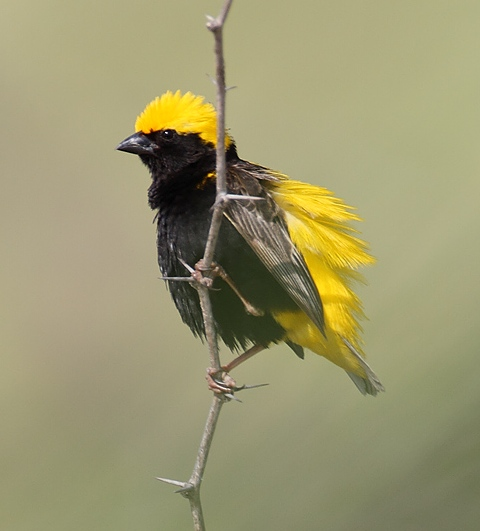
sárgafejű özvegypinty vagy Napóleon-szövőmadár (Euplectes afer)
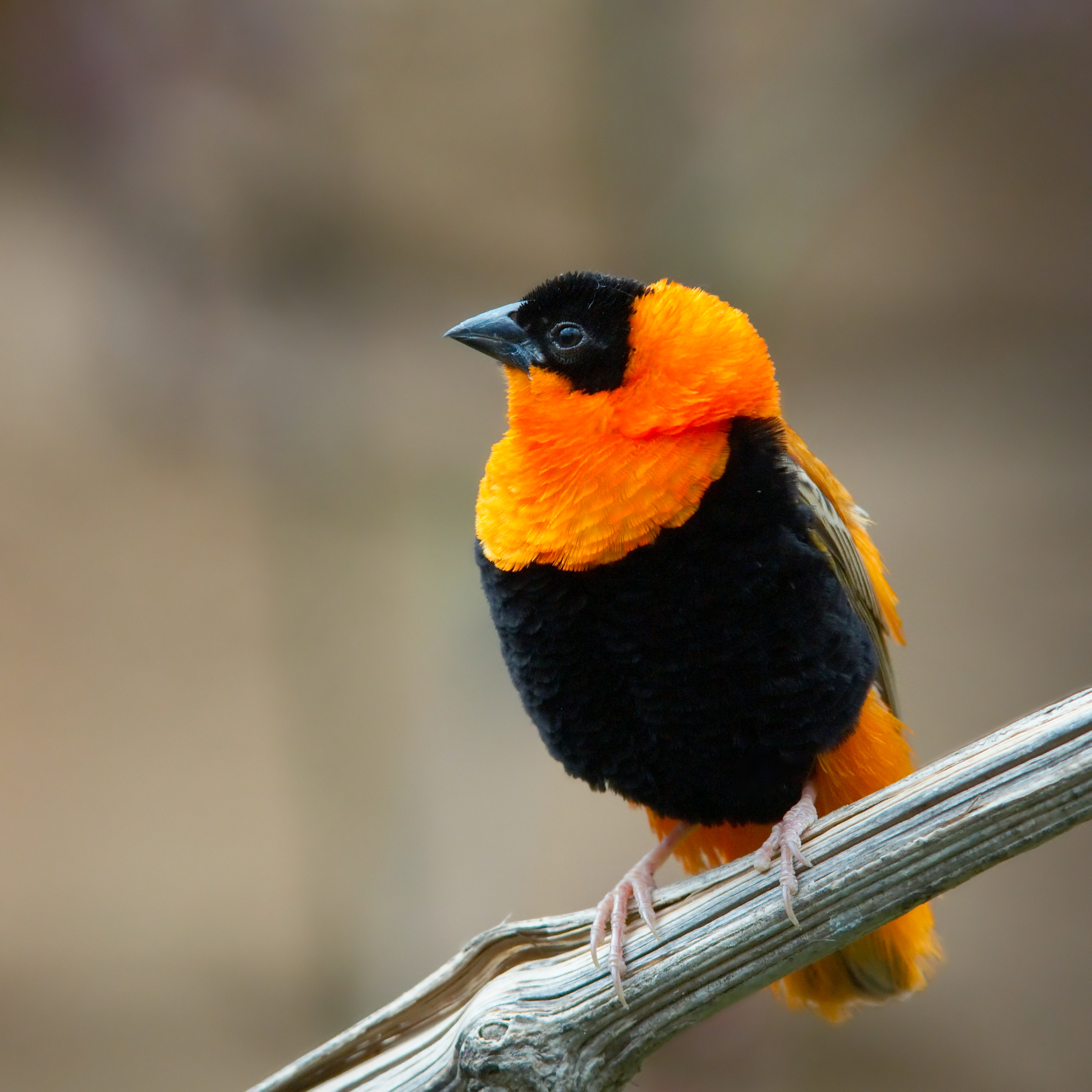
orix-szövőmadár (Euplectes orix)
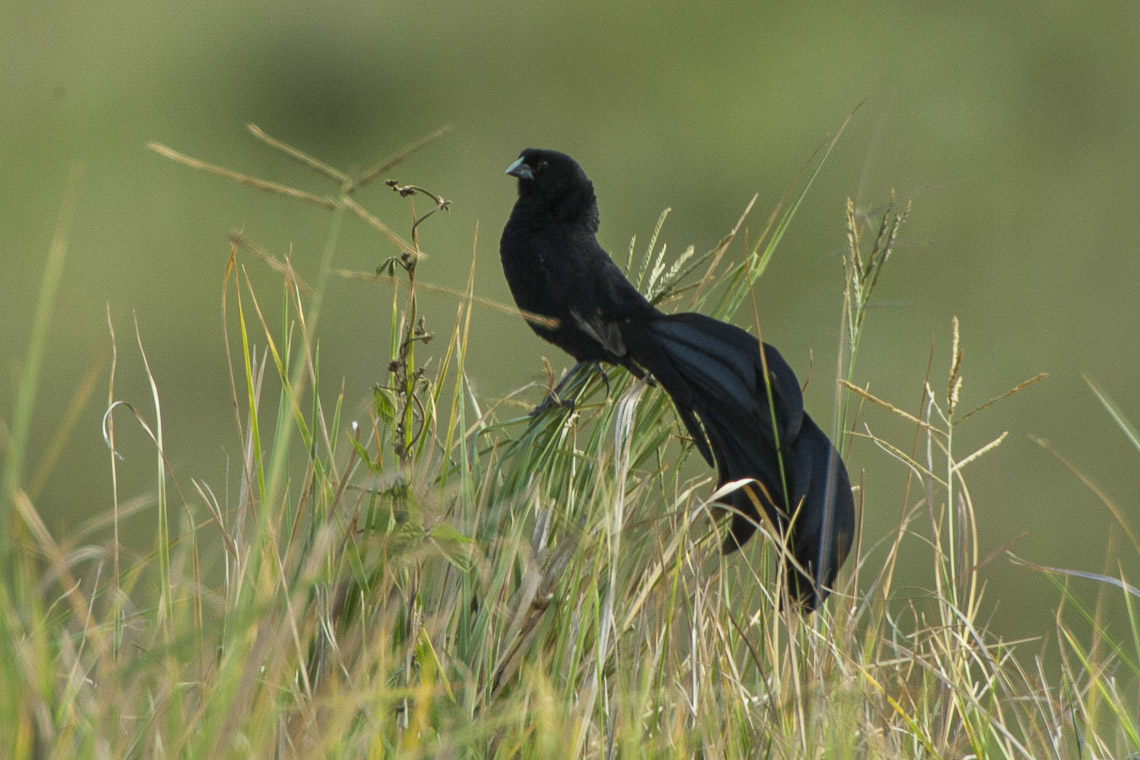
kakasfarkú özvegypinty (Euplectes jacksoni)
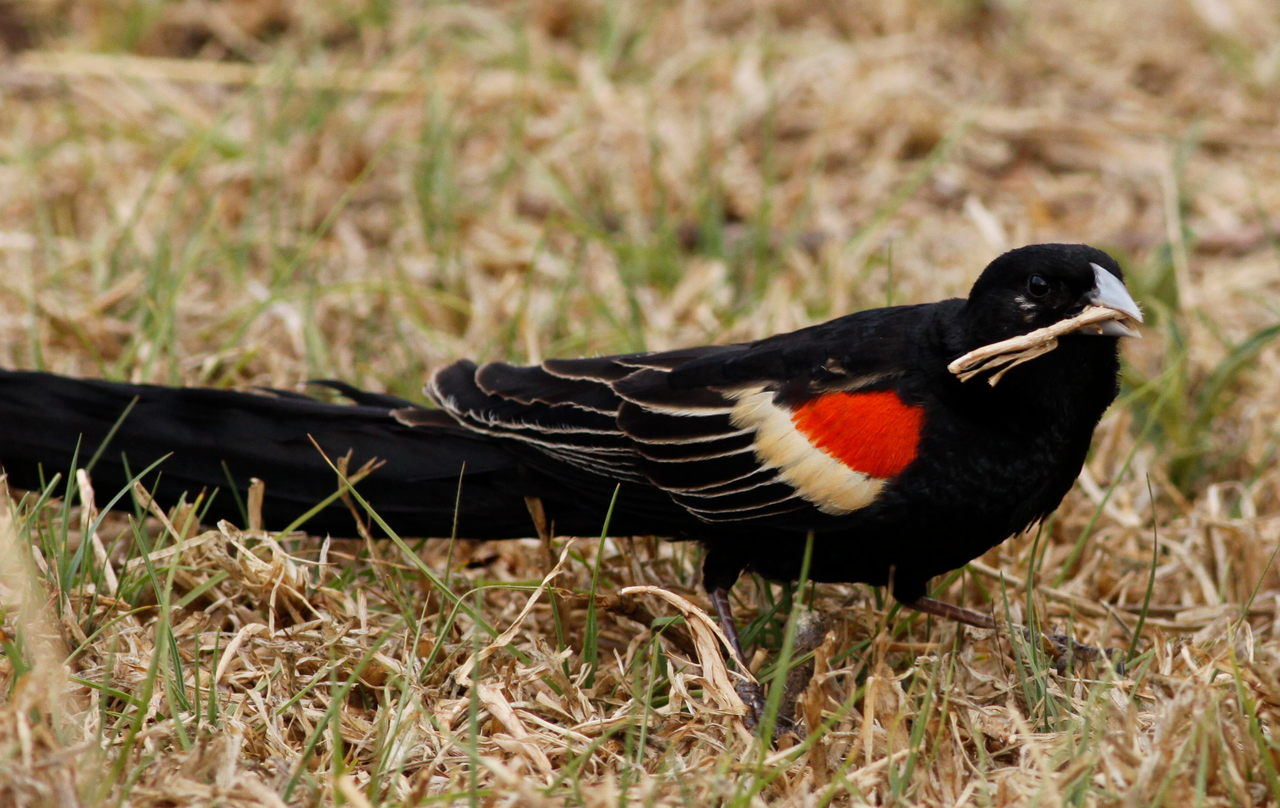
hosszúfarkú özvegypinty (Euplectes progne)
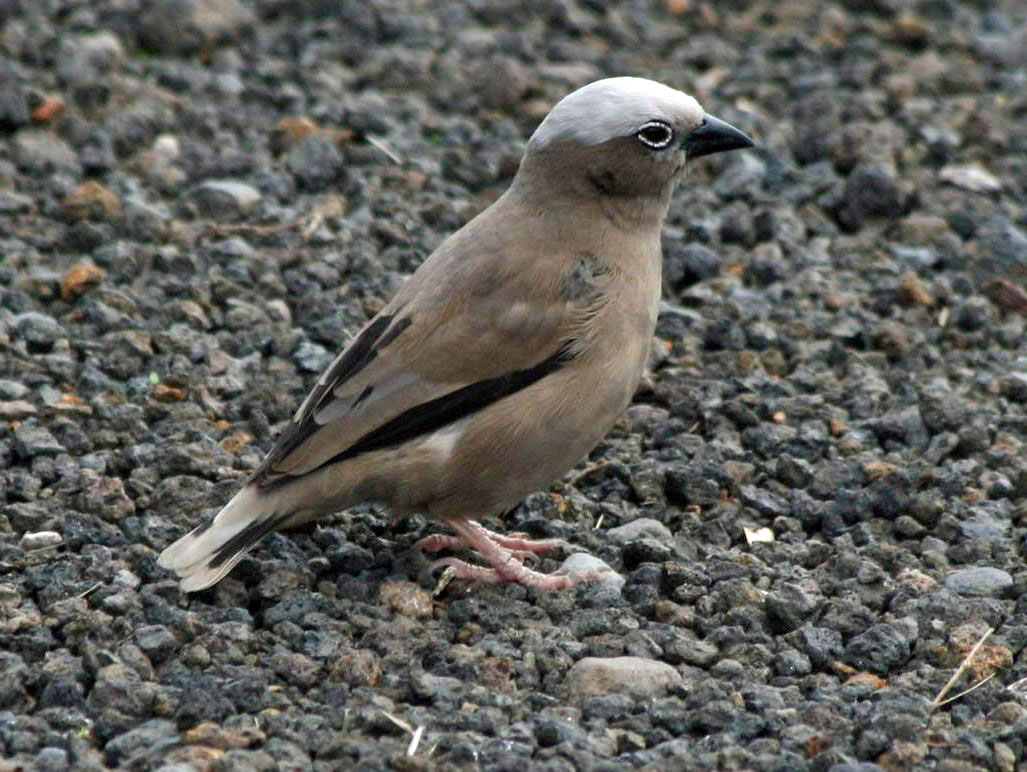
szürkefejű márványveréb (Pseudonigrita arnaudi)
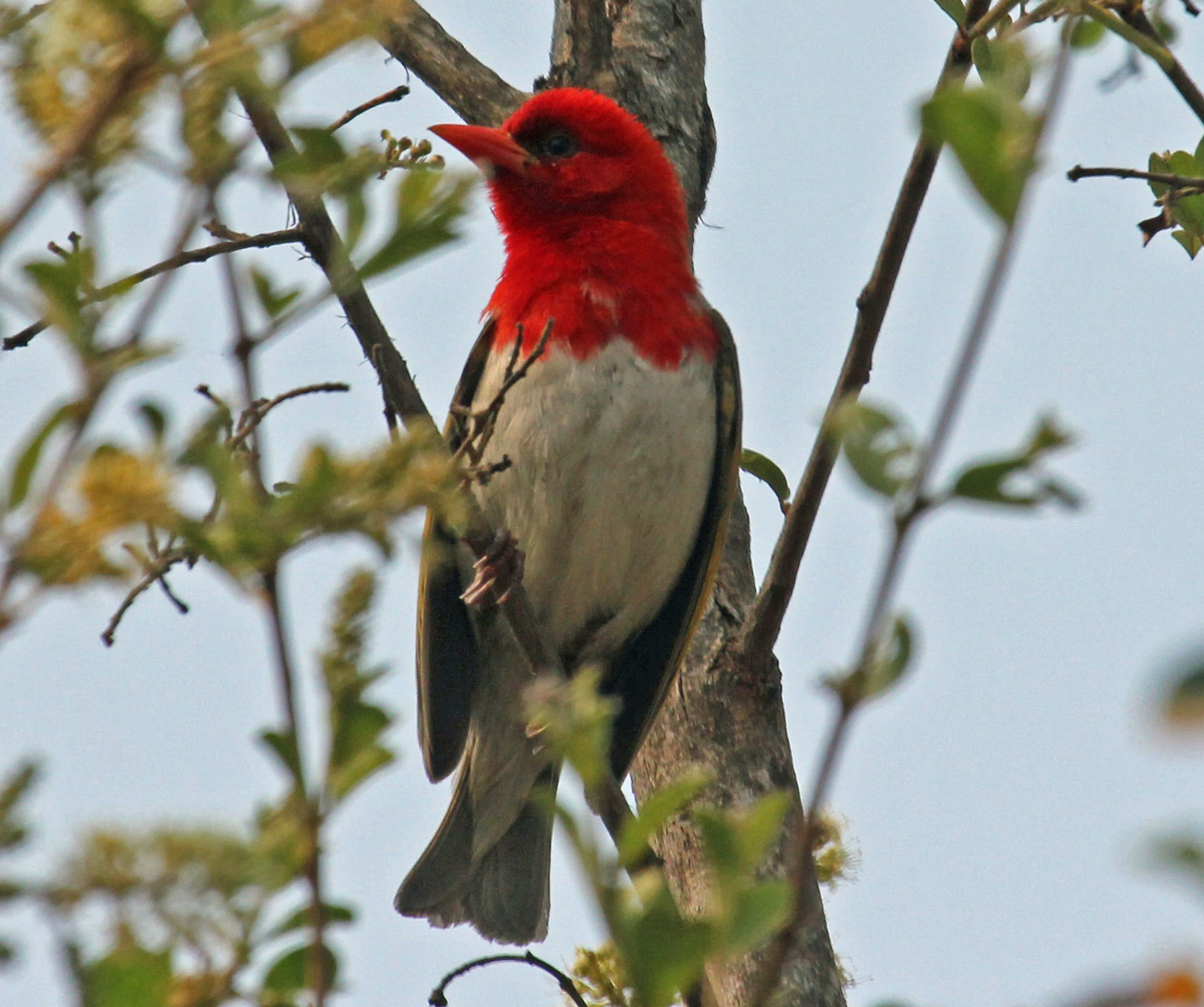
skarlát szövőmadár (Anaplectes rubriceps)